# 艾利森·切魯蒂
艾利森·切魯蒂（葡萄牙語：Alison Conte Cerutti，1985年12月7日—），是一名巴西沙灘排球運動員，身高203釐米，場上位置是副攻手。他曾參加2012倫敦奧運、2016里約奧運和2020東京奧運，其中2012倫敦奧運獲得銀牌，2016里約奧運則獲得金牌。